# 福岡県幼稚園一覧
福岡県幼稚園一覧（ふくおかけんようちえんいちらん）は、福岡県の幼稚園の一覧。

## 国立幼稚園
- 福岡教育大学附属幼稚園

## 公立幼稚園

### 北九州市

#### 小倉北区
- 北九州市立小倉幼稚園

#### 小倉南区
- 北九州市立小倉南幼稚園

#### 八幡東区
- 北九州市立八幡東幼稚園

#### 八幡西区
- 北九州市立鷹の巣幼稚園

### 田川市
- 田川市立幼稚園

### 小郡市
- 小郡市立小郡幼稚園

### 筑紫野市
- 筑紫野市立山家幼稚園

### 福津市
- 福津市立神興幼稚園

### 宮若市
- 宮若市立宮田北幼稚園
- 宮若市立宮田南幼稚園
- 宮若市立若宮幼稚園

### 那珂川市
- 那珂川市立岩戸幼稚園
- 那珂川市立岩戸北幼稚園
- 那珂川市立南畑幼稚園

### 糟屋郡
- 粕屋町立大川幼稚園
- 粕屋町立仲原幼稚園
- 粕屋町立西幼稚園
- 粕屋町立中央幼稚園
- 篠栗町立篠栗幼稚園
- 篠栗町立勢門幼稚園
- 篠栗町立北勢門幼稚園
- 新宮町立新宮幼稚園
- 新宮町立新宮東幼稚園
- 新宮町立立花幼稚園
- 須恵町立須恵東幼稚園
- 須恵町立須恵西幼稚園
- 須恵町立須恵南幼稚園
- 久山町立山田幼稚園
- 久山町立久原幼稚園

### 鞍手郡
- 小竹町立小竹幼稚園

### 嘉穂郡
- 桂川町立桂川幼稚園

### 田川郡
- 香春町立香春幼稚園
- 添田町立宮城幼稚園
- 川崎町立川崎幼稚園

### 築上郡
- 吉富町立吉富幼稚園

## 私立幼稚園

### 北九州市

#### 門司区
- 愛光幼稚園
- あけぼの幼稚園
- 敬愛幼稚園
- 幸幼稚園
- 東郷瞳幼稚園
- 西門司幼稚園
- 花園幼稚園
- 日の丸幼稚園
- 門司幼稚園
- 門司こばと幼稚園
- 門司聖母幼稚園
- 門司瞳幼稚園

#### 若松区
- 顕照寺朝日ケ丘幼稚園
- 行学幼稚園
- 小石幼稚園
- 神愛幼稚園
- 精華幼稚園
- 高須幼稚園
- 浜町幼稚園
- 日吉幼稚園
- 若松青葉幼稚園
- 若松天使園

#### 戸畑区
- 教学寺幼稚園
- 第二明泉寺幼稚園
- 戸畑天使園
- 宝福寺幼稚園
- 明泉寺幼稚園

#### 小倉北区
- あおば幼稚園
- あかつき幼稚園
- いづみ幼稚園
- 栄美幼稚園
- おひさま幼稚園
- 霧ケ丘幼稚園
- 小倉カトリック幼稚園
- 光沢寺幼稚園
- 光沢寺中井幼稚園
- 森林幼稚園
- 西南女学院短期大学附属シオン山幼稚園
- 天心幼稚園
- 徳香幼稚園
- 富野幼稚園
- 東筑紫短期大学附属幼稚園
- 聖ケ丘幼稚園
- みくに幼稚園

#### 小倉南区
- 石原幼稚園
- 長行幼稚園
- お宮の里幼稚園
- 九州電機短期大学附属幼稚園
- くさみ幼稚園
- 小倉瞳幼稚園
- 志井幼稚園
- 志徳幼稚園
- 神理幼稚園
- 清和幼稚園
- 星和台幼稚園
- 曽根ひかり幼稚園
- 徳力団地幼稚園
- フレンズ幼稚園
- むつみ幼稚園
- 山の手学院幼稚園
- 湯川カトリック幼稚園
- 吉田幼稚園
- わしみね幼稚園

#### 八幡東区
- 尾倉幼稚園
- 華頂幼稚園
- 小鳩幼稚園
- 済世第一幼稚園
- 高見幼稚園
- 乳山幼稚園
- 槻田くるみ幼稚園
- 八幡カトリック幼稚園
- 八幡花園幼稚園

#### 八幡西区
- 愛眞幼稚園
- 青山幼稚園
- あかね幼稚園
- 浅川幼稚園
- 穴生幼稚園
- 九州女子大学附属折尾幼稚園
- 九州女子大学附属自由ケ丘幼稚園
- 楠橋幼稚園
- 上津役幼稚園
- こじか幼稚園
- こみね幼稚園
- こみね星ヶ丘幼稚園
- 済世第二幼稚園
- 下上津役幼稚園
- 聖ヨゼフ幼稚園
- 第二文化幼稚園
- 成松幼稚園
- 本城西幼稚園
- 本城東幼稚園
- 光貞幼稚園
- 緑ケ丘幼稚園
- 緑ケ丘第二幼稚園
- 八幡みなみ幼稚園

### 福岡市

#### 東区
- 貝塚幼稚園
- 香椎幼稚園
- 香椎浜幼稚園
- 恵泉幼稚園
- さくら幼稚園
- 博多南幼稚園
- 千早幼稚園
- ツルタみとま幼稚園
- 奈多幼稚園
- 博多幼稚園
- 博多中央幼稚園
- 箱崎幼稚園
- 筥松幼稚園
- 東福岡幼稚園
- 東福岡学園自由ケ丘幼稚園
- 美芳幼稚園
- 福岡名島幼稚園
- 福岡文化幼稚園
- ふたば幼稚園
- 松崎幼稚園
- 美和台幼稚園

#### 西区
- あたごはま幼稚園
- 下山門幼稚園
- 周船寺幼稚園
- 周船寺第二幼稚園
- 西陵幼稚園
- ときわ幼稚園
- 中村学園付属壱岐幼稚園
- 野方幼稚園
- 福岡いずみ幼稚園
- 藤ケ丘幼稚園
- 松原幼稚園
- 元岡幼稚園
- ゆきぞの幼稚園

#### 博多区
- カトリック光丘幼稚園
- 玉水幼稚園
- 山王幼稚園
- 正光寺ひかり幼稚園
- 淡水幼稚園
- つきぐま幼稚園
- なか幼稚園
- 奈良屋幼稚園
- 萬行寺幼稚園
- サルナート幼稚園
- むしろだ幼稚園
- 吉塚ゆりの樹幼稚園
- レバノン幼稚園

#### 中央区
- 円龍幼稚園
- 大濠聖母幼稚園
- 小笹幼稚園
- 草ケ江幼稚園
- けご幼稚園
- 笹丘カトリック幼稚園
- しろがね幼稚園
- 浄和幼稚園
- 筑紫女学園大学短期大学部附属幼稚園
- 春吉幼稚園
- 福岡雙葉小学校附属幼稚園
- 福浜幼稚園
- 舞鶴幼稚園
- 汀幼稚園
- 養巴幼稚園
- わかば幼稚園

#### 城南区
- 油山幼稚園
- かなやま幼稚園
- きりん幼稚園
- 慶光ブライトンアカデミーフォーヤングラーナーズ
- 敬和幼稚園
- 城南幼稚園
- ダリヤ幼稚園
- 茶山幼稚園
- 茶山カトリック幼稚園
- 中村学園付属あさひ幼稚園
- 福岡幼稚園
- 福岡小鳩幼稚園
- 別府幼稚園
- 別府団地幼稚園

#### 南区
- あすなろ幼稚園
- 大橋幼稚園
- 曰佐幼稚園
- 柏原幼稚園
- カトリック聖クララ幼稚園
- 香蘭女子短期大学附属香蘭幼稚園
- 塩原幼稚園
- 正法寺ルンビニー幼稚園
- 聖心ウルスラ幼稚園
- 清星幼稚園
- 高宮カトリック幼稚園
- 筑紫丘幼稚園
- 長丘幼稚園
- ながずみ幼稚園
- 野間幼稚園
- 花畑幼稚園
- 檜原こひつじ幼稚園
- 福岡音楽学院附属幼稚園
- 福岡女学院幼稚園
- 福岡海星女学院マリア幼稚園
- みどりがおか幼稚園
- 福岡みなみ幼稚園
- 南福岡幼稚園
- みやこ幼稚園
- 宮竹幼稚園
- 妙静寺幼稚園
- 若久幼稚園

#### 早良区
- あかし幼稚園
- ありた幼稚園
- 飯倉幼稚園
- 大原幼稚園
- さつき幼稚園
- 早良幼稚園
- 西南幼稚園
- せふり幼稚園
- セント・メリー幼稚園
- 高取幼稚園
- たぐま幼稚園
- 西新カトリック幼稚園
- 西福岡幼稚園
- 原幼稚園
- はらきた幼稚園
- 星の原幼稚園
- むろずみ幼稚園
- 室見幼稚園
- 紅葉幼稚園
- 弥生幼稚園

### 大牟田市
- 大鳥幼稚園
- 大牟田たちばな幼稚園
- 大牟田天使幼稚園
- 銀水幼稚園
- 白川幼稚園
- 高取聖マリア幼稚園
- たから幼稚園
- はやめ幼稚園
- 光の子幼稚園
- 明治幼稚園
- めぐみ幼稚園
- 吉野天使幼稚園
- 若草幼稚園

### 久留米市
- 合川幼稚園
- 永福寺幼稚園
- 大谷幼稚園
- くるめ幼稚園
- 久留米あかつき幼稚国
- 久留米育英幼稚園
- 久留米純心幼稚園
- 久留米信愛女学院幼稚園
- 久留米天使幼稚園
- くるめ天心幼稚園
- 久留米ふたば幼稚園
- 国分幼稚園
- 高良内幼稚園
- 荘島幼稚園
- 正福寺幼稚園
- せいし幼稚園
- 正進幼稚園
- 聖母幼稚園
- 大善寺幼稚園
- つぶくいま幼稚園
- つぼみ幼稚園
- 成田山幼稚園
- 日善幼稚園
- 花園幼稚園
- 明照幼稚園
- めいせい幼稚園
- ランビニ幼稚園
- 敬愛文化幼稚園

### 直方市
- 西徳寺幼稚園
- 下境幼稚園
- 浄福寺幼稚園
- 新入幼稚園
- 清光寺幼稚園
- 頓野幼稚園
- 直方セントポール幼稚園
- 大和幼稚園

### 飯塚市
- 愛宕幼稚園
- 飯塚聖母幼稚園
- 伊岐須幼稚園
- 近畿大学九州短期大学附属幼稚園
- 桜ヶ丘幼稚園
- 山内幼稚園
- ひまわり幼稚園
- 和光幼稚園

### 田川市
- 田川カトリック幼稚園

### 柳川市
- 青空幼稚園
- ふたば幼稚園
- ポッポ幼稚園
- マハヤナ幼稚園
- 柳川幼稚園
- 柳川みのり幼稚園
- 三橋大谷幼稚園

### 八女市
- さいしょうじ幼稚園
- 白百合幼稚園
- 福島幼稚園
- つくし幼稚園
- ふじなみ幼稚園

### 筑後市
- 和泉幼稚園
- 九州大谷幼稚園
- 筑後中央幼稚園

### 大川市
- 白鷺幼稚園
- 梅花幼稚園
- 三又幼稚園
- 若津幼稚園
- 一木幼稚園

### 行橋市
- きらきら星幼稚園
- 第二もんじゅ幼稚園
- 野菊幼稚園
- みずほ幼稚園
- もんじゅ幼稚園
- 行橋カトリック幼稚園

### 豊前市
- 豊前幼稚園

### 中間市
- 中間幼稚園
- 中間中央幼稚園
- 中間東幼稚園
- 中間南幼稚園
- はぶ幼稚園
- 明願寺幼稚園
- 緑ケ丘第三幼稚園
- 中間西幼稚園

### 小郡市
- 小郡カトリック幼稚園
- 三井幼稚園

### 筑紫野市
- 美しが丘幼稚園
- 石崎幼稚園
- 第一幼稚園
- 筑紫野幼稚園
- 筑紫野中央幼稚園
- 御笠野幼稚園

### 春日市
- 春日幼稚園
- 春日小鳩幼稚園
- 森の木幼稚園
- くすの木幼稚園
- もみの木幼稚園
- 恵星幼稚園
- 須玖幼稚園
- 宝幼稚園
- 泉ヶ丘幼稚園

### 大野城市
- 大野幼稚園
- 大野東幼稚園
- 筑紫幼稚園
- 月の浦幼稚園
- 日和香幼稚園
- みかさ幼稚園
- 南ケ丘幼稚園
- 南ケ丘第二幼稚園
- 橘学園大野南幼稚園

### 宗像市
- 赤間くるみ幼稚園
- 浄徳寺幼稚園
- 日の里幼稚園
- 宗像第一幼稚園
- 東海大学附属自由ヶ丘幼稚園
- 東郷信愛幼稚園

### 太宰府市
- 高雄幼稚園
- 太宰府天満宮幼稚園
- 都府楼少子部幼稚園
- 二日市カトリック幼稚園
- 水城幼稚園

### 古賀市
- 暁の星幼稚園
- 花鶴丘幼稚園
- 天照幼稚園
- やまびこ幼稚園

### 福津市
- 光明幼稚園
- 聖愛幼稚園
- 白菊幼稚園
- 若木台幼稚園
- 神興幼稚園

### 嘉麻市
- 長円寺日の丸幼稚園
- 西照寺みのり幼稚園

### 朝倉市
- 甘木幼稚園
- 甘木白百合幼稚園
- 甘木聖和幼稚園
- 甘木双葉幼稚園

### うきは市
- 吉井幼稚園
- 巨瀬川幼稚園

### みやま市
- 大江幼稚園
- 瀬高大谷幼稚園
- 山川幼稚園
- 豊原幼稚園
- 岩田幼稚園

### 糸島市
- アソカ幼稚園
- 笹山幼稚園
- 曽根幼稚園
- 前原幼稚園
- 瑠璃幼稚園
- 可也幼稚園
- 二丈はこべ幼稚園
- 福吉幼稚園

### 那珂川市
- 香蘭女子短期大学附属那珂川第一幼稚園
- 香蘭女子短期大学附属那珂川第二幼稚園

### 糟屋郡
- 宇美幼稚園
- 博多第二幼稚園
- 三葉幼稚園
- 志免幼稚園
- 志免中央幼稚園
- 洞清寺あかつき幼稚園
- 博多第一幼稚園
- 博多東幼稚園
- はこぶね幼稚園
- 和田幼稚園

### 遠賀郡
- 芦屋中央幼稚園
- 愛生幼稚園
- えびつ幼稚園
- 岡垣中央幼稚園
- 岡垣第一幼稚園
- 遠賀中央幼稚園
- 水巻幼稚園
- 水巻聖母幼稚園
- 水巻中央幼稚園

### 鞍手郡
- 鞍手幼稚園
- 鞍手北幼稚園

### 嘉穂郡
- 稲築幼稚園
- 稲築中央幼稚園
- みどり幼稚園
- 穂波幼稚園
- 了専寺白菊幼稚園

### 朝倉郡
- 朝倉幼稚園
- 大福幼稚園
- 宮野幼稚園
- 杷木東幼稚園
- なかよし幼稚園
- みなみ幼稚園
- 城北幼稚園
- 中津屋幼稚園
- 夜須幼稚園

### 三井郡
- 北野おおぞら幼稚園

### 三潴郡
- 大木光の子幼稚園
- 城島すみれ幼稚園

### 八女郡
- 広川幼稚園

### 田川郡
- ひらばる幼稚園
- 宮城幼稚園

### 京都郡
- 苅田第一幼稚園
- 苅田みどり幼稚園
- 北九州保育福祉専門学校附属苅田幼稚園
- のびのび幼稚園

### 築上郡
- 椎田めぐみ幼稚園